# Co đồng tử
Co đồng tử hoặc đồng tử thu hẹp là co thắt quá mức của đồng tử.
Điều kiện ngược lại, giãn đồng tử, là sự giãn nở của đồng tử. Anisocoria là tình trạng của một đồng tử bị giãn hơn so với đồng t khác.

## Nguyên nhân

### Tuổi tác
- Co đồng tử tuổi già (giảm kích thước đồng tử khi về già)

### Bệnh tật
- Hội chứng Horner
- Xuất huyết thành sọ (xuất huyết nội sọ)
- Rối loạn di truyền
- Nhức đầu chùm với ptosis
- Viêm mống mắt
- Mất ngủ gia đình gây tử vong
- Aphakia

### Thuốc
- Thuốc giảm đau opioid như fentanyl, morphin, heroin và methadone (ngoại lệ đáng chú ý là pethidine)
- Các sản phẩm có chứa nicotine như thuốc lá, thuốc lá nhai hoặc kẹo cao su.
- Imidazoline như clonidine, naphazoline, oxymetazoline và tetrahydrozoline
- Thuốc chống loạn thần, bao gồm risperidone, haloperidol, chlorpromazine, olanzapine, quetiapine và các thuốc khác
- Thuốc kháng histamine, chẳng hạn như diphenhydramine [5]
- Tác nhân cholinergic như acetylcholine
- Thuốc ức chế Acetylcholinesterase
- Thuốc đối kháng serotonin, như Ondansetron (một chất chống nôn) được biết đến với tên thương hiệu Zofran
- Một số loại thuốc hóa trị ung thư, bao gồm các dẫn xuất camptothecin
- Mirtazapine, một thuốc chống trầm cảm serotonergic noradrenergic và đặc biệt (NaSSA)
- Một số chất ức chế MAO.
- Thuốc nhỏ mắt Pilocarpine và tất cả các thuốc đối giao cảm khác
- Trong một số trường hợp hiếm gặp, khi tiếp xúc với khí mù tạt
- Organophosphate

## Sinh lý học của phản xạ quang học
Ánh sáng đi vào mắt chiếu vào ba tế bào cảm quang khác nhau trong võng mạc: các tế bào hình que và tế bào hình nón quen thuộc được sử dụng trong hình thành hình ảnh và các tế bào hạch nhạy cảm mới được phát hiện. Các tế bào hạch cung cấp thông tin về mức độ ánh sáng xung quanh và phản ứng chậm chạp so với các que và hình nón. Tín hiệu từ các tế bào hạch nhạy cảm có nhiều chức năng bao gồm ức chế cấp tính hormone melatonin, sự xâm nhập của nhịp sinh học của cơ thể và điều chỉnh kích thước của con ngươi.
Các tế bào quang võng mạc chuyển đổi các kích thích ánh sáng thành các xung điện. Dây thần kinh liên quan đến việc thay đổi kích thước của các học sinh kết nối với pretectal nucleus của cao não giữa, bỏ qua các nhân geniculate bên và chính vỏ não thị giác. Từ các tế bào thần kinh hạt nhân giả gửi các sợi trục đến các tế bào thần kinh của hạt nhân Edinger-Hampal có các sợi trục nội tạng chạy dọc theo cả hai dây thần kinh mắt trái và phải. Sợi trục thần kinh vận động tạng (mà tạo thành một phần của dây thần kinh sọ III, cùng với phần somatomotor có nguồn gốc từ nhân vận nhãn phụ - nhân Edinger-Westphal) synap với tế bào thần kinh hạch mi, có sợi trục thần kinh đối giao cảm phân bố các thần kinh của cơ iris cơ vòng, gây co đồng tử. Điều này xảy ra bởi vì hoạt động giao cảm từ hạch cổ bị mất do đó giao cảm không bị ức chế.